# “Love and Theft”
“Love and Theft” (englisch für „Liebe und Diebstahl“) ist das 2001 veröffentlichte 31. Studioalbum des US-amerikanischen Singer-Songwriters Bob Dylan. Das Album produzierte er selbst unter dem Pseudonym Jack Frost. Mit dem Albumtitel zitiert Dylan – das ist der Grund für die Anführungszeichen – den Titel eines Buches: Eric Lotts Love & Theft: Blackface Minstrelsy And The American Working Class.

## Geschichte und Hintergrund
Die Aufnahmen zu dem Album fanden im Mai 2001 in den New Yorker Clinton Recording Studios bzw. für den Song Mississippi in den Sony Music Studios statt. Beteiligt an den Aufnahmen waren die Musiker aus Dylans damaliger Tourband sowie an den Keyboards Augie Meyers.
Vier Jahre nach dem hochgelobten Album Time Out of Mind wurde “Love and Theft” zum erfolgreichsten Album Dylans seit über 20 Jahren. In den USA erreichte es Platz 5, in Großbritannien Platz 3. 2002 gewann es als „Bestes traditionelles Folk-Album“ einen Grammy.
Zuvor schon hatte die Zeitschrift Rolling Stone es das beste Album des Jahres genannt. In der Besprechung des Albums im amerikanischen Rolling Stone hieß es: „Die Musik beschwört ein Amerika der Maskerade und des Striptease herauf, eine Welt schäbiger Gin-Paläste aus alter Zeit, schnellem Geld, vergiftetem Whiskey, Fremden, die einiges auf dem Kerbholz haben und versuchen, jeden Augenkontakt zu vermeiden, und Taschendieben, die Zugereisten auf den Rücken klopfen. “Love and Theft” präsentiert sich als musikalische Autobiographie, die zugleich wie eine beiläufige, fast zufällige Geschichte des Landes klingt.“ Die Zeitschrift Mojo listete es in ihrer Jahresliste auf dem zweiten und Uncut auf dem dritten Platz.
Den Song Mississippi hatte Dylan schon im Januar 1997 bei den Sessions zu Time Out of Mind in mehreren Versionen aufgenommen, dann aber für das Album nicht berücksichtigt. Drei dieser Versionen wurden erst sehr viel später – 2008, auf The Bootleg Series Vol. 8: Tell Tale Signs – veröffentlicht. – 1998 hatte Dylan den Song als Ausdruck seiner Wertschätzung Sheryl Crow zur Interpretation „geschenkt“. Tatsächlich produzierte sie eine Coverversion, die auf ihrem Album The Globe Sessions veröffentlicht wurde.

## Inhalt
Alle Lieder wurden von Bob Dylan geschrieben.
1. Tweedle Dee & Tweedle Dum
2. Mississippi
3. Summer Days
4. Bye and Bye
5. Lonesome Day Blues
6. Floater (Too Much to Ask)
7. High Water (For Charley Patton)
8. Moonlight
9. Honest with Me
10. Po’ Boy
11. Cry a While
12. Sugar Baby